# Juan III. de Silva
Juan III. de Silva, 5. Conde de Cifuentes, (* 1510 in Cifuentes (Guadalajara); † unbekannt) war 1549 Botschafter von Karl V. bei Eduard VI.

## Leben
Seine Eltern waren Catalina de Andrade y Zúñiga und Fernando I de Silva, 4. Conde de Cifuentes.
Ab 1529 war Cifuentes, neben dem Sonderbotschafter Esteban Gabriel Merino Botschafter von Karl V. beim Heiligen Stuhl.
Am 14. August 1533 war er Botschafter von Karl V. bei Papst Clemens VII. und schrieb an Karl V. einen Brief, in welchem er die diplomatische Situation in Rom, nach Ausschluss aus der katholischen Kirche von Heinrich VIII. darstellte.
Im November 1536 wurde er als Botschafter beim Heiligen Stuhl durch einen Marquis de Aguilar abgelöst.
Er heiratete 1539 Ana de Monroy y Ayala (* 1510). Ihr Sohn war Fernando de Sylva, 6. Conde de Cifuentes (* 1540).
Am 27. April 1556 wurde er Alférez Mayor de Castilla. Er war Kammerherr von Philipp II. und Alcalde mayor de las Alzadas de Toledo, ein Amt, das von den katholischen Königen zur Kontrolle der Städte eingeführt wurde und in Toledo traditionell in die Hände der, von Don Juan Manuel gegründeten, Señorío de Cifuentes gelegt wurde.